# Liste der Stolpersteine in Oelde
Die Liste der Stolpersteine in Oelde enthält die Stolpersteine, die im Rahmen des gleichnamigen Kunst-Projekts von Gunter Demnig in Oelde verlegt wurden. Mit ihnen soll an die Opfer des Nationalsozialismus erinnert werden, die in Oelde lebten und wirkten.

## Liste der Stolpersteine

### Oelde
| Name                   | Adresse           | Bild | Inschrift                                                                                     | Verlegedatum | Biografie und Anmerkungen |
| ---------------------- | ----------------- | ---- | --------------------------------------------------------------------------------------------- | ------------ | ------------------------- |
| Julius Fritzler        | Eickhoff 10 ·     |      | Hier wohnte Julius Fritzler Jg. 1890 Flucht 1939 Argentinien überlebt                         | 7. Dez. 2011 |                           |
| Rosa Fritzler          | Eickhoff 10 ·     |      | Hier wohnte Rosa Fritzler geb. Daltrop Jg. 1900 Flucht 1939 Argentinien überlebt              | 7. Dez. 2011 |                           |
| Martin Fritzler        | Eickhoff 10 ·     |      | Hier wohnte Martin Fritzler Jg. 1925 Flucht 1939 Argentinien überlebt                         | 7. Dez. 2011 |                           |
| Lore Fritzler          | Eickhoff 10 ·     |      | Hier wohnte Lore Fritzler Jg. 1927 Flucht 1939 Argentinien überlebt                           | 7. Dez. 2011 |                           |
| Georg Fritzler         | Eickhoff 10 ·     |      | Hier wohnte Georg Fritzler Jg. 1929 Flucht 1939 Argentinien überlebt                          | 7. Dez. 2011 |                           |
| Walter Fritzler        | Eickhoff 10 ·     |      | Hier wohnte Walter Fritzler Jg. 1931 Flucht 1939 Argentinien überlebt                         | 7. Dez. 2011 |                           |
| Klara Daltrop          | Eickhoff 10 ·     |      | Hier wohnte Klara Daltrop Jg. 1897 Flucht 1939 Argentinien überlebt                           | 7. Dez. 2011 |                           |
| Henriette Daltrop      | Eickhoff 10 ·     |      | Hier wohnte Henriette Daltrop geb. Sachs Jg. 1869 Flucht 1939 Argentinien überlebt            | 7. Dez. 2011 |                           |
| Anna Daltrop           | Eickhoff 10 ·     |      | Hier wohnte Anna Daltrop Jg. 1904 Flucht 1939 Argentinien überlebt                            | 7. Dez. 2011 |                           |
| Erich Weinberg         | Lange Straße 13 · |      | Hier wohnte Erich Weinberg Jg. 1902 Flucht 1938 USA überlebt                                  | 7. Dez. 2011 |                           |
| Willy Weinberg         | Lange Straße 13 · |      | Hier wohnte Willy Weinberg Jg. 1911 Flucht 1938 USA überlebt                                  | 7. Dez. 2011 |                           |
| Josef Weinberg         | Lange Straße 13 · |      | Hier wohnte Josef Weinberg Jg. 1907 Flucht 1938 USA überlebt                                  | 7. Dez. 2011 |                           |
| Hildegard Weinberg     | Lange Straße 13 · |      | Hier wohnte Hildegard Weinberg geb. Bernstein Jg. 1911 Flucht 1938 USA überlebt               | 7. Dez. 2011 |                           |
| Jenny Wolf             | Lange Straße 45 · |      | Hier wohnte Jenny Wolf Jg. 1867 deportiert 1942 Theresienstadt ermordet 25.11.1942            | 7. Dez. 2011 |                           |
| Lucie Levy             | Lange Straße 45 · |      | Hier wohnte Lucie Levy geb. Hope Jg. 1896 deportiert 1941 ermordet in Theresienstadt          | 7. Dez. 2011 |                           |
| Hugo Hoffmann          | Lange Straße 45 · |      | Hier wohnte Hugo Hoffmann Jg. 1888 eingewiesen Heilanstalt Niedermarsberg Schicksal unbekannt | 7. Dez. 2011 |                           |
| Emmy Hoffmann          | Lange Straße 45 · |      | Hier wohnte Emmy Hoffmann geb. Löwenstein Jg. 1892 deportiert 1941 Riga ermordet 3.8.1944     | 7. Dez. 2011 |                           |
| Charlotte Hoffmann     | Lange Straße 45 · |      | Hier wohnte Charlotte Hoffmann Jg. 1921 Flucht 1939 England überlebt                          | 7. Dez. 2011 |                           |
| Margret Hoffmann       | Lange Straße 45 · |      | Hier wohnte Margret Hoffmann Jg. 1924 deportiert 1941 Riga überlebt                           | 7. Dez. 2011 |                           |
| Hans-Joachim Hoffmann  | Lange Straße 45 · |      | Hier wohnte Hans-Joachim Hoffmann Jg. 1926 deportiert 1941 Riga überlebt                      | 7. Dez. 2011 |                           |
| Sophia Aschenberg      | Lindenstraße 23 · |      | Hier wohnte Sophia Aschenberg Jg. 1866 gedemütigt/entrechtet Flucht in den Tod 13.1.1939      | 7. Dez. 2011 |                           |
| Else Schreiber         | Ruggestraße 2 ·   |      | Hier wohnte Else Schreiber Jg. 1897 deportiert ermordet in Auschwitz                          | 7. Dez. 2011 |                           |
| Leo Schreiber          | Ruggestraße 2 ·   |      | Hier wohnte Leo Schreiber Jg. 1897 Flucht 1938 Frankreich überlebt                            | 7. Dez. 2011 |                           |
| Max Hope               | Ruggestraße 7 ·   |      | Hier wohnte Max Hope Jg. 1874 Flucht 1937 USA überlebt                                        | 7. Dez. 2011 |                           |
| Nathalie Hope          | Ruggestraße 7 ·   |      | Hier wohnte Nathalie Hope geb. Sondheimer Jg. 1875 Flucht 1937 USA überlebt                   | 7. Dez. 2011 |                           |
| Hans Hope              | Ruggestraße 7 ·   |      | Hier wohnte Hans Hope Jg. 1905 Flucht 1937 USA überlebt                                       | 7. Dez. 2011 |                           |
| Hilde Hope             | Ruggestraße 7 ·   |      | Hier wohnte Hilde Hope Jg. 1907 Flucht 1937 USA überlebt                                      | 7. Dez. 2011 |                           |
| Jenny Hope             | Trippenhof 4 ·    |      | Hier wohnte Jenny Hope geb. Paum Jg. 1879 Flucht 1938 USA überlebt                            | 7. Dez. 2011 |                           |
| Gertrud Hope           | Trippenhof 4 ·    |      | Hier wohnte Gertrud Hope Jg. 1905 Flucht 1938 USA überlebt                                    | 7. Dez. 2011 |                           |
| Fritz Hope             | Trippenhof 4 ·    |      | Hier wohnte Fritz Hope Jg. 1908 Flucht 1935 Argentinien überlebt                              | 7. Dez. 2011 |                           |
| Else Hope              | Trippenhof 4 ·    |      | Hier wohnte Else Hope Jg. 1910 Flucht 1937 USA überlebt                                       | 7. Dez. 2011 |                           |
| Anny Hope              | Trippenhof 4 ·    |      | Hier wohnte Anny Hope Jg. 1912 Flucht 1934 USA überlebt                                       | 7. Dez. 2011 |                           |
| Adolf Löwenstein       | Wallstraße 18 ·   |      | Hier wohnte Adolf Löwenstein Jg. 1880 deportiert 1941 Riga ermordet 31.10.1943                | 7. Dez. 2011 |                           |
| Lilly Löwenstein       | Wallstraße 18 ·   |      | Hier wohnte Lilly Löwenstein geb. Schreiber Jg. 1895 deportiert 1941 tot in Riga              | 7. Dez. 2011 |                           |
| Joachim Israel Laumann | Wallstraße 18 ·   |      | Hier wohnte Joachim Israel Laumann Jg. 1913 deportiert 1941 tot in Riga                       | 7. Dez. 2011 |                           |
| Ellen Laumann          | Wallstraße 18 ·   |      | Hier wohnte Ellen Laumann geb. Löwenstein Jg. 1913 deportiert 1941 Riga überlebt              | 7. Dez. 2011 |                           |
| Kurt Schreiber         | Wallstraße 18 ·   |      | Hier wohnte Kurt Schreiber Jg. 1904 Flucht 1933 USA überlebt                                  | 7. Dez. 2011 |                           |
| Selma Schreiber        | Wallstraße 18 ·   |      | Hier wohnte Selma Schreiber geb. Stern Jg. 1878 deportiert Riga ermordet 25.3.1942            | 7. Dez. 2011 |                           |
| Ernst Schreiber        | Wallstraße 18 ·   |      | Hier wohnte Ernst Schreiber Jg. 1909 Flucht 1933 Frankreich überlebt                          | 7. Dez. 2011 |                           |
| Louis Steinberg        | Wallstraße 18 ·   |      | Hier wohnte Louis Steinberg Jg. 1882 deportiert 1941 Riga ???                                 | 7. Dez. 2011 |                           |
| Minna Steinberg        | Wallstraße 18 ·   |      | Hier wohnte Minna Steinberg geb. Josefs Jg. 1880 deportiert 1941 Riga ???                     | 7. Dez. 2011 |                           |
| Willi Steinberg        | Wallstraße 18 ·   |      | Hier wohnte Willi Steinberg Jg. 1906 deportiert 1941 Riga Stutthof ???                        | 7. Dez. 2011 |                           |
| Else Steinberg         | Wallstraße 18 ·   |      | Hier wohnte Else Steinberg geb. Voss Jg. 1908 deportiert 1941 Riga ermordet 1945 in Stutthof  | 7. Dez. 2011 |                           |
| Rudolf Steinberg       | Wallstraße 18 ·   |      | Hier wohnte Rudolf Steinberg Jg. 1913 Flucht 1938 USA überlebt                                | 7. Dez. 2011 |                           |
| Erna Steinberg         | Wallstraße 18 ·   |      | Hier wohnte Erna Steinberg Jg. 1909 Flucht 1938 USA überlebt                                  | 7. Dez. 2011 |                           |
| Irmgard Steinberg      | Wallstraße 18 ·   |      | Hier wohnte Irmgard Steinberg Jg. 1915 Flucht 1938 Argentinien überlebt                       | 7. Dez. 2011 |                           |

### Stromberg
| Name                | Adresse           | Bild | Inschrift                                                                                                 | Verlegedatum | Biografie und Anmerkungen |
| ------------------- | ----------------- | ---- | --- | ------------ | ------------------------- |
| Jeanette Silberberg | Daudenstraße 2 ·  |      | Hier wohnte Jeanette Silberberg Jg. 1853 Flucht 1939 Argentinien überlebt                                 | 7. Dez. 2011 |                           |
| David Silberberg    | Daudenstraße 2 ·  |      | Hier wohnte David Silberberg Jg. 1879 Flucht 1939 Argentinien überlebt                                    | 7. Dez. 2011 |                           |
| Elma Silberberg     | Daudenstraße 2 ·  |      | Hier wohnte Elma Silberberg geb. Edler Jg. 1884 Flucht 1939 Argentinien überlebt                          | 7. Dez. 2011 |                           |
| Max Silberberg      | Daudenstraße 2 ·  |      | Hier wohnte Max Silberberg Jg. 1909 Flucht 1938 Argentinien überlebt                                      | 7. Dez. 2011 |                           |
| Hilde Silberberg    | Daudenstraße 2 ·  |      | Hier wohnte Hilde Silberberg Jg. 1910 Flucht 1937 Argentinien überlebt                                    | 7. Dez. 2011 |                           |
| Isaak Loe           | Daudenstraße 18 · |      | Hier wohnte Isaak Loe Jg. 1880 deportiert 1942 Theresienstadt ermordet                                    | 7. Dez. 2011 |                           |
| Siegfried Loe       | Daudenstraße 18 · |      | Hier wohnte Siegfried Loe Jg. 1905 Flucht 1936 Holland interniert deportiert Auschwitz ermordet 18.8.1942 | 7. Dez. 2011 |                           |